# Синильная кислота
Сини́льная (циа́нистоводоро́дная) кислота́ (гидроцианид, циа́нистый водоро́д, циа̀новодоро́д) — неорганическое химическое соединение с формулой HCN. Бесцветная, очень летучая, горючая, легкоподвижная, чрезвычайно ядовитая жидкость, имеющая неприятный запах (некоторые люди не способны ощущать её запах, порог чувствительности широко варьируется среди населения).
Синильная кислота содержится в некоторых растениях, коксовом газе, а также может выделяться при пиролизе органических соединений, содержащих азот, например, в табачном дыме, при термическом разложении нейлона, полиуретанов.

## Физические свойства
Смешивается во всех соотношениях с водой, этанолом, диэтиловым эфиром. Смешивается также со многими другими спиртами и эфирами, ароматическими углеводородами и тетрахлоруглеродом.
Молекула HCN имеет линейное строение с межатомными расстояниями H—C 0,1064 нм и C≡N 0,1156 нм и сильно полярна (электрический дипольный момент μ = 0,992⋅10−29 Кл·м).
Безводный цианистый водород является сильно ионизирующим растворителем, растворённые в нём электролиты хорошо диссоциируют на ионы. Его относительная диэлектрическая проницаемость при 25 °C равна 106,8 (выше, чем у воды). Это обусловлено линейной ассоциацией полярных молекул HCN за счёт образования водородных связей.
Температура плавления: −13,29 °C, кипения: +25,65 °C. Плотность 0,71618 г/см3 при 0 °C, 0,68708 г/см³ при 0 °C.
Температура кипения и концентрация газовой фазы водных растворов синильной кислоты очень резко изменятся в зависимости от концентрации жидкой фазы. Ниже представлены таблицы, показывающие соотнесение данных величин, где x - молярная доля в жидкой фазе, y - молярная доля в газовой фазе.
| HCN(ж), x | HCN(г), y | HCN(ж), масс. % | HCN(г), масс. % | Т. кип, °C |
| 0,003     | 0,121     | 0,45            | 17,12           | 98,0       |
| 0,006     | 0,224     | 0,90            | 30,22           | 95,2       |
| 0,009     | 0,293     | 1,34            | 38,34           | 92,2       |
| 0,017     | 0,448     | 2,53            | 54,9            | 85,5       |
| 0,028     | 0,67      | 4,14            | 75,28           | 76,3       |
| 0,059     | 0,865     | 8,60            | 90,58           | 60,1       |
| 0,118     | 0,937     | 16,72           | 95,71           | 45,9       |
| 0,165     | 0,921     | 22,87           | 94,59           | 41,1       |
| 0,178     | 0,954     | 24,52           | 96,89           | 39,5       |
| 0,275     | 0,948     | 36,27           | 96,47           | 37,0       |
| 0,392     | 0,954     | 49,17           | 96,89           | 35,5       |
| 0,641     | 0,97      | 75,15           | 97,46           | 32,6       |
| 0,682     | 0,962     | 74,02           | 97,96           | 33,5       |
| 0,793     | 0,966     | 85,18           | 97,71           | 30,6       |
| 0,877     | 0,975     | 91,45           | 98,32           | 29,1       |
| 0,899     | 0,972     | 93,03           | 98,12           | 28,9       |
| 0,938     | 0,97      | 95,78           | 97,98           | 28,1       |
| 0,975     | 0,988     | 98,32           | 99,22           | 27,3       |
| 0,975     | 0,989     | 98,32           | 99,26           | 27,2       |
| 0,994     | 0,997     | 99,6            | 99,8            | 26,7       |

Критическое давление 4,95 МПа, критическая температура +183,5 °C, критическая плотность 0,195 г/см³.
Коэффициент преломления nD = 1,26136 (20 °C).
Энтальпия образования 132 кДж/моль, энтальпия плавления 8,41 кДж/моль, энтальпия испарения 25,2 кДж/моль. Энтальпия сгорания −663 кДж/моль. Энтропия 201,71 Дж/(моль·К) (при 298 К).
Динамическая вязкость 0,183 мПа·с, кинематическая вязкость 17,78 мН/м.
Удельное электрическое сопротивление жидкой синильной кислоты 105 Ом·м.
Твёрдая синильная кислота при нормальном давлении существует в двух кристаллических модификациях. При температуре ниже −102,78 °C образует кристаллы ромбической сингонии, пространственная группа I2mm, параметры ячейки a = 0,413 нм, b = 0,485 нм, c = 0,434 нм, Z = 2. Выше этой температуры переходит в кристаллы тетрагональной сингонии, пространственная группа I4mm, параметры ячейки a = 0,463 нм, c = 0,434 нм, Z = 2.

## Химические свойства
Очень слабая одноосновная кислота: её константа диссоциации Ka = 1,32⋅10−9, pKa = 8,88 (при 18 °C):
{\displaystyle {\ce {HCN + H2O <=> H3O^+ + CN^-}}}
Образует с металлами соли — цианиды. Взаимодействует с оксидами и гидроксидами щелочных и щёлочноземельных металлов:
{\displaystyle {\ce {K2O + 2HCN -> 2KCN + H2O}}}
{\displaystyle {\ce {Ba(OH)2 + 2HCN -> Ba(CN)2 + 2H2O}}}
Синильная кислота не реагирует с карбонатами, потому что она слабее угольной кислоты.
Пары синильной кислоты горят на воздухе фиолетовым пламенем с образованием Н2О, СО и N2. Температура самовоспламенения в воздухе 538 °C. Температура вспышки −18 °C. Взрывоопасная концентрация паров HCN в воздухе 4,9—39,7 %.
В смеси кислорода с фтором горит с выделением большого количества тепла:
{\displaystyle {\mathsf {2HCN+O_{2}+F_{2}\rightarrow 2HF\uparrow +2CO\uparrow +N_{2}\uparrow +1020}}} кДж.
Синильная кислота широко применяется в органическом синтезе. Она реагирует с карбонильными соединениями, образуя циангидрины:
{\displaystyle {\mathsf {RR'C\!=\!O+HCN\rightarrow RR'C(OH)CN}}.}
С хлором, бромом и иодом прямо образует циангалогениды:
{\displaystyle {\mathsf {X_{2}+HCN\rightarrow XCN+HX}}.}
С галогеналканами — нитрилы (реакция Кольбе):
{\displaystyle {\mathsf {RX+HCN\rightarrow R\!-\!CN+HX}}.}
С алкенами и алкинами реагирует, присоединяясь к кратным связям:
{\displaystyle {\mathsf {HCN+CH\!\equiv \!CH{\xrightarrow {Cu^{+}}}CH_{2}\!=\!CHCN}}.}
{\displaystyle {\mathsf {HCN+CH_{2}\!=\!CH_{2}\ {\xrightarrow {Pd/Al_{2}O_{3}}}\ CH_{3}CH_{2}CN}}.}
{\displaystyle {\mathsf {HCN+RCH\!=\!NH{\xrightarrow {Cu^{+}}}RCH(NH_{2})CN}}.}
Легко полимеризуется в присутствии основания (часто со взрывом). Образует аддукты, например, HCN-CuCl.
При разложении водой даёт формиат аммония, либо формамид:
{\displaystyle {\mathsf {HCN+2H_{2}O\rightarrow HCOONH_{4}}}}
{\displaystyle {\mathsf {HCN+H_{2}O\rightarrow HCONH_{2}}}}

## Название
Цианогруппа в сочетании с железом даёт насыщенный ярко-синий цвет. Известное соединение берлинская лазурь, смесь гексацианоферратов с формулой Fe7(CN)18. Берлинскую лазурь получил в 1704 году немецкий мастер Иоганн Якоб Дисбах, готовивший краски для художников. И уже в 1782 шведский химик Карл Шееле получил из берлинской лазури синильную (синюю) кислоту.

## Физиологические свойства
Синильная кислота очень токсична и смертельно ядовита. Является веществом, вызывающим кислородное голодание тканевого типа. При этом наблюдается высокое содержание кислорода как в артериальной, так и в венозной крови и уменьшение таким образом артериовенозной разницы, резкое понижение потребления кислорода тканями с уменьшением образования в них углекислоты. Синильная кислота и её соли, растворённые в крови, достигают тканей, где вступают во взаимодействие с трёхвалентной формой железа цитохромоксидазы. Соединившись с цианидом, цитохромоксидаза теряет способность переносить электроны на молекулярный кислород. Вследствие выхода из строя конечного звена окисления блокируется вся дыхательная цепь и развивается тканевая гипоксия. С артериальной кровью кислород доставляется к тканям в достаточном количестве, но не усваивается ими и переходит в неизменённом виде в венозное русло. Одновременно нарушаются процессы образования макроэргов, необходимых для нормальной деятельности различных органов и систем. Активизируется гликолиз, то есть обмен с аэробного перестраивается на анаэробный. Также подавляется активность и других ферментов — каталазы, пероксидазы, лактатдегидрогеназы. Была обнаружена ототоксичность (возможность ухудшать слух) цианистого водорода при одновременном воздействии с источниками шума, однако в тишине изменений слуха обнаружено не было.

### Действие на нервную систему
В результате тканевой гипоксии, развивающейся под влиянием синильной кислоты, в первую очередь нарушаются функции центральной нервной системы.

### Действие на дыхательную систему
В результате острого отравления наблюдается резкое увеличение частоты и глубины дыхания. Развивающуюся одышку следует рассматривать как компенсаторную реакцию организма на гипоксию. Стимулирующее действие синильной кислоты на дыхание обусловлено возбуждением хеморецепторов каротидного синуса и непосредственным действием яда на клетки дыхательного центра. Первоначальное возбуждение дыхания по мере развития интоксикации сменяется его угнетением вплоть до полной остановки. Причинами этих нарушений являются тканевая гипоксия и истощение энергетических ресурсов в клетках каротидного синуса и в центрах продолговатого мозга.

### Действие на сердечно-сосудистую систему
Проникая в кровь, синильная кислота снижает способность клеток воспринимать кислород из притекающей крови. А так как нервные клетки больше остальных нуждаются в кислороде, они первыми страдают от её действия. В начальном периоде интоксикации наблюдается замедление сердечного ритма. Повышение артериального давления и увеличение минутного объёма сердца происходят за счёт возбуждения синильной кислотой хеморецепторов каротидного синуса и клеток сосудодвигательного центра с одной стороны, и выброса катехоламинов из надпочечников и вследствие этого спазма сосудов — с другой. В дальнейшем артериальное давление падает, пульс учащается, развивается острая сердечно-сосудистая недостаточность и наступает остановка сердца.

### Изменения в системе крови
Содержание в крови эритроцитов увеличивается, что объясняется рефлекторным сокращением селезёнки в ответ на развивающуюся гипоксию. Цвет венозной крови становится ярко-алым за счёт избыточного содержания кислорода, не поглощённого тканями. Артерио-венозная разница по кислороду резко уменьшается. При угнетении тканевого дыхания изменяется как газовый, так и биохимический состав крови. Содержание CO2 в крови снижается вследствие меньшего образования и усиленного его выделения при гипервентиляции. Это приводит в начале развития интоксикации к газовому алкалозу, который меняется метаболическим ацидозом, что является следствием активации процессов гликолиза. В крови накапливаются недоокисленные продукты обмена. Увеличивается содержание молочной кислоты, нарастает содержание ацетоновых тел, отмечается гипергликемия. Нарушение окислительно-восстановительных процессов в тканях приводит к гипотермии. Таким образом, синильная кислота и её соли вызывают явления тканевой гипоксии и связанные с ней нарушения дыхания, кровообращения, обмена веществ, функции центральной нервной системы, выраженность которых зависит от тяжести интоксикации.

### Коррозийность
Как и многие другие кислоты, синильная кислота коррозийно-активна по отношению к металлам.

## Биологическая роль
Показано, что нейроны способны вырабатывать эндогенную синильную кислоту (цианистый водород, HCN) после их активации эндогенными или экзогенными опиоидами и что образование нейронами эндогенной синильной кислоты повышает активность NMDA-рецепторов и, таким образом, может играть важную роль в передаче сигнала между нейронами (нейротрансмиссии). Более того, образование эндогенного цианида оказалось необходимым для проявления в полном объёме анальгетического действия эндогенных и экзогенных опиоидов, а вещества, снижающие образование свободной HCN, оказались способны уменьшать (но не полностью устранять) анальгетическое действие эндогенных и экзогенных опиоидов. Выдвинуто предположение, что эндогенная синильная кислота может являться нейромодулятором.
Известно также, что стимуляция мускариновых холинорецепторов клеток феохромоцитомы в культуре повышает образование ими эндогенной синильной кислоты, однако стимуляция мускариновых холинорецепторов ЦНС в живом организме крысы приводит, наоборот, к снижению образования эндогенной синильной кислоты.
Также показано, что синильная кислота выделяется лейкоцитами в процессе фагоцитоза и способна убивать патогенные микроорганизмы.
Возможно, что вазодилатация, вызываемая нитропруссидом натрия, связана не только с образованием окиси азота (механизм, общий для действия всех сосудорасширяющих препаратов группы нитратов, таких как нитроглицерин, нитросорбид), но и с образованием цианида. Возможно, что эндогенный цианид и образующийся при его обезвреживании в организме тиоцианат играют роль в регуляции функций сердечно-сосудистой системы, в обеспечении вазодилатации и являются одними из эндогенных антигипертензивных веществ.

## Получение
В настоящий момент существуют три наиболее распространённых метода получения синильной кислоты в промышленных масштабах:
- Метод Андрусова — прямой синтез из аммиака и метана в присутствии воздуха и платинового катализатора при высокой температуре:

{\displaystyle {\mathsf {2NH_{3}+2CH_{4}+3O_{2}\xrightarrow {Pt} 2HCN\uparrow +6H_{2}O}}.}
- Метод BMA (Blausäure aus Methan und Ammoniak), запатентованный фирмой Degussa: прямой синтез из аммиака и метана без воздуха в присутствии платинового катализатора при высокой температуре:

{\displaystyle {\mathsf {NH_{3}+CH_{4}\xrightarrow {Pt} HCN\uparrow +3H_{2}}}.}
- Побочный продукт при производстве акрилонитрила путём окислительного аммонолиза пропилена.
- Реакцией цианида калия с водой и диоксидом углерода:

{\displaystyle {\mathsf {KCN+H_{2}O+CO_{2}\longrightarrow HCN\uparrow +KHCO_{3}}}}
- Термическим разложением железосинеродистой и железистосинеродистой кислот:

{\displaystyle {\mathsf {2H_{3}[Fe(CN)_{6}]\ \xrightarrow {T} \ Fe[Fe(CN)_{6}]+6HCN\uparrow }}}
{\displaystyle {\mathsf {3H_{4}[Fe(CN)_{6}]\ \xrightarrow {100^{o}C} \ Fe_{2}[Fe(CN)_{6}]+12HCN\uparrow }}}(в присутствии влаги)
- В Шавиниганском процессе углеводороды (например, пропан) реагируют с аммиаком. В лаборатории небольшие количества синильной кислоты образуются путём добавления кислот к цианидным солям щелочных металлов:

{\displaystyle {\ce {HCl + NaCN->HCN ^ + NaCl}}}
{\displaystyle {\ce {H+ + NaCN ->HCN ^ + Na+}}}
Эта реакция иногда является основой случайных отравлений, потому что кислота превращает нелетучую цианидную соль в газообразный циановодород.
- Реакцией монооксида углерода с аммиаком:

{\displaystyle {\mathsf {NH_{3}+CO\xrightarrow {ThO2} HCN\uparrow +H_{2}O}}.}
- Фотолиз метана в бескислородной атмосфере:

{\textstyle {\mathsf {2CH_{4}+N_{2}\longrightarrow 2HCN\uparrow +3H_{2}\uparrow }}}
Может быть получена в лабораторных условиях взаимодействием красной кровяной соли и разведённой кислоты:
{\displaystyle {\mathsf {K_{3}[Fe(CN)_{6}]+6HCl{\xrightarrow {}}\ 3KCl+FeCl_{3}+6HCN{\uparrow }}}}

## Применение

### В химическом производстве
Является сырьём для получения акрилонитрила, метилметакрилата, адипонитрила и других соединений. Большое число её производных используются при извлечении благородных металлов из руд, при гальванопластическом золочении и серебрении, в производстве ароматических веществ, химических волокон, пластмасс, каучука, органического стекла, стимуляторов роста растений, гербицидов.

### Как отравляющее вещество
Впервые в роли боевого отравляющего вещества синильная кислота была использована французской армией 1 июля 1916 года на реке Сомме. Однако из-за отсутствия кумулятивных свойств и малой стойкости на местности её последующее использование в чистом виде прекратилось.
Синильная кислота являлась основной составляющей препарата «Циклон Б» (кизельгур, содержащий синильную кислоту в порах), который был наиболее популярным в Европе во время Второй мировой войны инсектицидом, а также использовался нацистами для убийства людей в концентрационных лагерях в специально оборудованных газовых камерах, оснащённых вентиляционными установками с вентилятором и воздушным электронагревателем, обеспечивающим быстрое испарение синильной кислоты из кизельгура. В некоторых штатах США синильная кислота использовалась в газовых камерах в качестве отравляющего вещества при исполнении приговоров смертной казни; в последний раз это было сделано в Аризоне в 1999 году. Смерть, как правило, наступает в течение 5—15 минут.

## Соли
Соли синильной кислоты называются цианидами. Все цианиды, как и сама кислота, очень ядовиты. Цианиды подвержены сильному гидролизу. При хранении водных растворов цианидов при доступе диоксида углерода они разлагаются:
- {\displaystyle {\mathsf {KCN+H_{2}O+CO_{2}\rightarrow HCN\uparrow +KHCO_{3}}}}
- {\displaystyle {\mathsf {KCN+2H_{2}O\rightarrow NH_{3}\uparrow +HCOOK}}}

Ион CN− (изоэлектронный молекуле СО) входит как лиганд в большое число комплексных соединений d-элементов. Комплексные цианиды в растворах очень стабильны.
Цианиды тяжёлых металлов термически неустойчивы; в воде, кроме цианида ртути (Hg(CN)2), нерастворимы. При окислении цианиды образуют соли — цианаты:
{\displaystyle {\mathsf {2KCN+O_{2}\rightarrow 2KOCN}}}
Многие металлы при действии избытка цианида калия или цианида натрия дают комплексные соединения, что используется, например, для извлечения золота и серебра из руд:
{\displaystyle {\mathsf {8NaCN+4Au+O_{2}+2H_{2}O\rightarrow 4Na[Au(CN)_{2}]+4NaOH}}}

## Токсичность и биологические свойства
Синильная кислота — сильнейший яд общетоксического действия, блокирует клеточную цитохромоксидазу, в результате чего возникает выраженная тканевая гипоксия. Половинные летальные дозы (LD50) и концентрации для синильной кислоты:
- Мыши:
  - перорально (ORL-MUS LD50) — 3,7 мг/кг;
  - при вдыхании (IHL-MUS LC50) — 323 м.д.;
  - внутривенно (IVN-MUS LD50) — 1 мг/кг.
- Кролики, внутривенно (IVN-RBT LD50) < 1 мг/кг;
- Человек, минимальная опубликованная смертельная доза перорально (ORL-MAN LDLo) < 1 мг/кг.

При вдыхании синильной кислоты в небольших концентрациях наблюдается царапанье в горле, горький вкус во рту, головная боль, тошнота, рвота, боли за грудиной. При нарастании интоксикации уменьшается частота пульса, усиливается одышка, развиваются судороги, наступает потеря сознания. При этом цианоз отсутствует (содержание кислорода в крови достаточное, нарушена его утилизация в тканях). Подобно сероводороду, способна вызывать паралич обонятельного нерва даже при относительно небольших концентрациях, что повышает опасность при работе с ней.
При вдыхании синильной кислоты в высоких концентрациях или при попадании её внутрь появляются клонико-тонические судороги и почти мгновенная потеря сознания вследствие паралича дыхательного центра. Смерть может наступить в течение нескольких минут.
В организме человека метаболитом синильной кислоты является роданид (тиоцианат) SCN−, образующийся при её взаимодействии с серой под действием фермента роданазы.

## Антидоты синильной кислоты
Для лечения отравлений синильной кислотой известно несколько антидотов, которые могут быть разделены на две группы. Лечебное действие одной группы антидотов основано на их взаимодействии с синильной кислотой с образованием нетоксичных продуктов. К таким препаратам относятся, например, коллоидная сера и различные политионаты, переводящие синильную кислоту в малотоксичную роданистоводородную кислоту, а также альдегиды и кетоны (глюкоза, диоксиацетон и др.), которые химически связывают синильную кислоту с образованием циангидринов. К другой группе антидотов относятся препараты, вызывающие образование в крови метгемоглобина: синильная кислота связывается метгемоглобином и не доходит до цитохромоксидазы. В качестве метгемоглобинообразователей применяют метиленовую синь, а также соли и эфиры азотистой кислоты.
Сравнительная оценка антидотных средств: метиленовая синь предохраняет от двух смертельных доз, тиосульфат натрия и тетратиосульфат натрия — от трёх доз, нитрит натрия и этилнитрит — от четырёх доз, метиленовая синь совместно с тетратиосульфатом — от шести доз, амилнитрит совместно с тиосульфатом— от десяти доз, азотистокислый натрий совместно с тиосульфатом — от двадцати смертельных доз синильной кислоты.

## Охрана труда
ПДК в воздухе рабочей зоны равна 0,3 мг/м³ (максимально разовая). По данным при опасной концентрации люди скорее всего не почувствуют запаха; а согласно порог восприятия запаха может быть 5,6 мг/м³.